# غيداء كمبش
غيداء سعيد عبد المجيد عبد الحسين كمبش (1974 - 2020)، هي سياسية عراقية.

## حياتها
ولدت في بغداد سنة 1974، حاصلة على شهادة الدكتوراه في العلوم السياسية من جامعة بغداد ودكتوراه في العلاقات الدولية. شغلت عضوية مجلس النواب العراقي لأكثر من دورة عن محافظة ديالى (نائبة عن قائمة ائتلاف العراقية سنة 2010، ثم عن قائمة متحدون للإصلاح سنة 2014، ثم نائبة عن قائمة ائتلاف الوطنية سنة 2018)، فقد كانت عضوة لجنة التعليم العالي بين عامي 2010 و2014، ورئيسة لجنة التعليم منذ عام 2018 حتى وفاتها سنة 2020.
زوجها هو سعد كمبش رئيس ديوان الوقف السني في العراق.

## وفاتها
توفيت يوم الجمعة 10 يوليو تموز 2020 نتيجة لإصابتها بمرض فيروس كورونا المستجد 2019. وبحسب مصادر برلمانية فإن كمبش توفيت بعد صراعها مع فيروس كورونا لمدة أسبوعين.

## روابط خارجية
- صفحة غيداء سعيد عبد المجيد كمبش في موقع مجلس النواب العراقي